# Abdelmajid Chetali
Abdelmajid Chetali (ur. 4 lipca 1939 w Susie) – tunezyjski piłkarz, a po zakończeniu kariery piłkarskiej trener.

## Kariera klubowa
Podczas kariery reprezentował barwy klubu Étoile Sportive du Sahel.

## Kariera reprezentacyjna
W 1960 Abdelmajid Chetali uczestniczył z reprezentacją Tunezji w Igrzyskach olimpijskich w Rzymie. Chetali wystąpił we wszystkich trzech, przegranych meczach grupowych z:reprezentacją Polski 1-6, reprezentacją Argentyny 1-2 i reprezentacją Danii 1-3.
Z reprezentacją Tunezji uczestniczył w przegranych eliminacjach do Mistrzostw Świata 1962.

## Kariera trenerska
Po zakończeniu kariery piłkarskiej został trenerem. W latach 1970–1975 prowadził Étoile Sportive du Sahel. Z Etoile zdobył Mistrzostwo Tunezji 1972 oraz dwukrotnie Puchar Tunezji w 1974 i 1975 roku.
Te sukcesy zaowocowały objęciem przez Chetaliego funkcji selekcjonera reprezentacji Tunezji. W 1977 awansował, po raz pierwszy w historii z Tunezją do Finałów Mistrzostw Świata 1978. Na turnieju w Argentynie Tunezyjczycy pokazali się z bardzo dobrej strony wygrywając z reprezentacją Meksyku 3-1, co było pierwszym zwycięstwem drużyny z Afryki w Mistrzostwach Świata, zremisowali z ówczesnymi mistrzami świata, z reprezentacją RFN 0-0 oraz minimalnie przegrali z ówczesnymi brązowymi medalistami MŚ, z reprezentacją Polski 0-1.